# Państwo Hiszpańskie
Państwo Hiszpańskie (hiszp. Estado Español) – autorytarne, frankistowskie, początkowo totalitarne, przez część badaczy określane jako faszystowskie państwo, istniejące w latach 1939–1975, dyktatura wojskowa Francisco Franco.
Państwo powstało na skutek zwycięstwa frankistów w hiszpańskiej wojnie domowej, toczonej w latach 1936–1939 pomiędzy nacjonalistami Franco, wspieranymi przez III Rzeszę i Królestwo Włoch Mussoliniego. Druga Republika Hiszpańska została obalona 1 kwietnia 1939, a Franco ogłosił się szefem Państwa Hiszpańskiego. W 1947 Franco ogłosił wprowadzenie monarchii (Reino de España), siebie mianował regentem i zarezerwował prawo wyboru króla. W 1969 Jan Karol I Burbon został wyznaczony oficjalnie następcą Franco, który zmarł 20 listopada 1975.

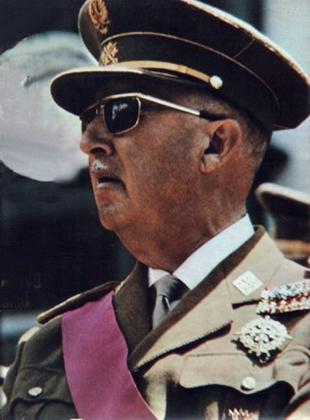
Francisco Franco w 1969 roku

Wśród historyków i dziennikarzy trwa spór na temat oceny rządów Franco. Część historyków i socjologów uważa ustrój Hiszpanii za totalitarny, czy też zmierzający w taką stronę. 
Media i rząd frankistowskiej Hiszpanii odrzucały takie twierdzenia, twierdząc że państwo powołujące się na idee katolickie nie może być totalitarne. Reżimowe pismo „La Voz de España” uważało za totalitarną III Rzeszę, a system nazistowski według frankistowskich dziennikarzy „osiągnął dla europejskiego narodu najdoskonalszą równowagę między tym, co narodowe, a tym co socjalne”, natomiast za kraje nietotalitarne uznał faszystowskie Włochy, które „uległy siłom kapitalizmu”, a nawet ideologicznego wroga frankizmu, Związek Radziecki.

## Historia

### Okres II wojny światowej
Hiszpania była w czasie II wojny światowej niezaangażowana w bezpośrednią wojnę, Franco sprzyjał jednak Hitlerowi, który wsparł go w czasie wojny domowej. Hiszpanie pomagali także niemieckim służbom w poszukiwaniu członków ruchu oporu na terenie hiszpańskim. Do spotkania Franco z Hitlerem doszło w Hendaye w okupowanej Francji 23 października 1940. Wielkie roszczenia Franco, obejmujące zaopatrzenie, wyposażenie armii, przyznanie Gibraltaru i francuskich posiadłości w północnej Afryce spowodowały, że Niemcy zrezygnowali z prób wciągnięcia Hiszpanii do wojny. W 1943 roku Franco ogłosił całkowitą neutralność Hiszpanii i zrezygnował z jakiejkolwiek współpracy z przegrywającym wówczas wojnę Hitlerem.

### Izolacja (1945–1953)
Po zakończeniu wojny rząd Franco był izolowany na arenie międzynarodowej, nie tylko przez blok wschodni, ale także przez kraje demokratyczne, gdyż był postrzegany jako pozostałość faszyzmu. Na Hiszpanię nałożone zostało w 1946 roku antyfrankistowskie embargo, obejmujące zamknięcie granicy z Francją. Embargo zostało przez władze wykorzystane do propagandowego przedstawienia go jako masońskiego spisku przeciwko katolickiej Hiszpanii. Paradoksalnie embargo i późniejsza akcja propagandowa skonsolidowały społeczeństwo wokół władz i umocniło dyktaturę. Gospodarka hiszpańska znajdowała się w złym stanie, aż do roku 1952 stosowany był system kartkowy. Jednocześnie rozwijano doktrynę autarkii, dążąc do samowystarczalności.

### Otwarcie (1953–1973)
Narastające napięcie i rywalizacja USA w stosunkach ze ZSRR wymusiła na Amerykanach poszukiwanie nowych sojuszników w Europie, w tym nawiązanie współpracy z Franco, jako ideologicznym przeciwnikiem stalinizmu. Ostatecznie izolacja Hiszpanii na arenie międzynarodowej została przełamana w 1953 roku, gdy USA i Hiszpania podpisały pakt madrycki. W 1955 r. poziom zamożności społeczeństwa osiągnął stan sprzed wybuchu wojny domowej. W tym samym roku Hiszpanię przyjęto do Organizacji Narodów Zjednoczonych, a w trzy lata później do Banku Światowego.

### Hiszpański cud gospodarczy
Desarrollo to nazwa nadana hiszpańskiemu boomowi gospodarczemu lat 1959–1973. Był on efektem włączenia się do rządu technokratów, którzy przygotowali reformy pobudzające inwestycje, rekomendowane przez Międzynarodowy Fundusz Walutowy. Symbolem Desarrollo był SEAT 600 (licencyjna wersja Fiata 600), reklamowany jako pierwszy hiszpański samochód dla szerokiej rzeszy ludzi pracujących. W 1969 roku wprowadzono blokadę granicy z Gibraltarem, która utrzymała się do śmierci Franco.

### Ostatnie lata Franco
Franco zmarł 20 listopada 1975. Jego następcą został Juan Carlos z dynastii Burbonów, który dwa dni po śmierci Franco, 22 listopada 1975, objął tron jako Jan Karol I. Po wstąpieniu na tron opowiedział się za demontażem systemu zbudowanego przez Franco i przyjęciem przez Hiszpanię ustroju demokratycznego.